# 小型锐额蚤
小型锐额蚤（学名：Alonella exigua）为盘肠蚤科锐额蚤属的动物。分布于丹麦、芬兰、挪威、瑞士、瑞典、英国、德国、俄罗斯、美洲以及中国大陆的云南、长江中下游等地，主要栖息于湖泊或池塘的水草丛中。